# Xystrocera ugandensis
Xystrocera ugandensis là một loài bọ cánh cứng trong họ Cerambycidae.